# لینگه‌وارد
لینگه‌وارد (به هلندی: Lingewaard) یک شهرستان در هلند است که در خلدرلاند واقع شده‌است. لینگه‌وارد ۱۱ متر بالاتر از سطح دریا واقع شده‌است.

## خواهرخوانده
شهر میزیل خواهرخواندهٔ لینگه‌وارد هست.